# Ixuxú
Ixuxú es un grito ancestral empleado en toda la Cornisa Cantábrica, incluyendo al menos gran parte del sur de la cordillera. En el País Vasco es el pastoril "irrintzi", y se le otorga también un papel de comunicación en áreas montañosas. Era usado antiguamente por los jóvenes de un pueblo cuando iban a pelearse con sus rivales de otra parroquia, y aún hoy como manifestación general de alegría en las romerías. 
Se dice que fue usado por los cántabros y los astures en combate, pero no hay constancia de que ello sea cierto.
Ixuxú también fue el primer periódico escrito completamente en asturiano. De periodicidad semanal, comenzó a imprimirse en 1901 en Gijón y duró hasta 1902.
Estaba dirigido por Francisco González Prieto y era de ideología ultraconservadora y ultracatólica.
- Datos: Q123470873